# 奄芸郡
- 令制国一覧 > 東海道 > 伊勢国 > 奄芸郡
- 日本 > 近畿地方 > 三重県 > 奄芸郡

奄芸郡（あんきぐん、あんげぐん）は、三重県（伊勢国）にあった郡。

## 郡域
1879年（明治12年）に行政区画として発足した当時の郡域は、以下の区域にあたる。
- 鈴鹿市の一部（概ね白子本町、白子駅前、白子町、東旭が丘、野町東、野町中、野町西、野町、稲生町、鈴鹿ハイツ、御薗町、長法寺町、三宅町より南東[1]）
- 津市の一部（概ね島崎町・上浜町・大谷町の各一部[2]および江戸橋、栗真町屋町、一身田各町、夢が丘、大里各町、高野尾町、芸濃町椋本、芸濃町忍田、芸濃町楠原以北）
- 亀山市の一部（楠平尾町・関町萩原・関町福徳）

## 歴史

### 近世以降の沿革
- 「旧高旧領取調帳」に記載されている明治初年時点での支配は以下の通り[3]。●は村内に寺社領が存在。（64村）

| 知行 | 知行             | 村数 | 村名 |
| ---- | ---------------- | ---- | --- |
| 藩領 | 紀伊和歌山藩     | 30村 | 木鎌稗田村出作、稲生村出作、徳田村、徳田村出作、中瀬古村、郡山村、御薗村、上野村、大別保村、徳居村、長法寺村、三行村、赤部村、南黒田村、秋永村、中別保村、野崎山田井村、小野田村、野田村、今井谷村、小川村、久知野村、木鎌村、稗田村、白子村、寺家村、稲生村、野町新田、野村新田、磯山村 |
| 藩領 | 伊勢津藩         | 16村 | ●一身田村、大部田村、松本崎村、●窪田村、高野尾村、高野尾無里、椋本無里、忍田無里、中縄村、楠原村、楠原無里、萩原村、福徳村、椋本村、忍田村、粉川村 |
| 藩領 | 伊勢久居藩       | 6村  | 北黒田村、端村、川北村、山室村、林村、楠平尾村 |
| 藩領 | 和歌山藩・津藩   | 8村  | 中瀬村、平野村、中野村、大古曽村、上津部田村、中山村、町屋村、白塚村 |
| 藩領 | 和歌山藩・久居藩 | 4村  | 越知村、三宅村、高佐村、浜田村 |

- 明治4年
  - 7月14日（1871年8月29日） - 廃藩置県により、藩領が和歌山県、津県、久居県の管轄となる。
  - 11月22日（1872年1月2日） - 第1次府県統合により、全域が安濃津県の管轄となる。
- 明治5年3月17日（1872年4月24日） - 安濃津県が改称して三重県となる。
- 明治初年 - 高野尾無里が高野尾村に、椋本無里が椋本村に、忍田無里が忍田村に、楠原無里が楠原村にそれぞれ合併。（60村）
- 明治8年（1875年）（54村）
  - 木鎌稗田村出作・稲生村出作・徳田村出作・木鎌村・稗田村が合併して五祝村となる。
  - 大別保村が千里村に、松本崎村が大部田村にそれぞれ合併。
  - 中別保村が豊津村に[7]、野崎山田井村が睦合村にそれぞれ改称。
- 明治9年（1876年） - 今井谷村・田端村が合併して豊野村となる。（53村）
- 明治12年（1879年）2月5日 - 郡区町村編制法の三重県での施行により、行政区画としての奄芸郡が発足。「河曲奄芸郡役所」が白子村に設置され、河曲郡とともに管轄。

### 町村制以降の沿革

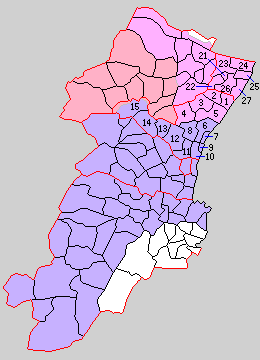
1.白子町 2.稲生村 3.天名村 4.合川村 5.栄村 6.上野村 7.豊津村 8.黒田村 9.白塚村 10.栗真村 11.一身田村 12.大里村 13.高野尾村 14.椋本村 15.明村（紫：津市 桃：鈴鹿市 赤：亀山市 21 - 27は河曲郡）

- 明治22年（1889年）4月1日 - 町村制の施行により、以下の町村が発足。（1町14村）
  - 白子町 ← 白子村、寺家村、河曲郡江島村（現・鈴鹿市）
  - 稲生村 ← 稲生村、野町新田、野村新田（現・鈴鹿市）
  - 天名村 ← 徳田村、御薗村、越知村［一部[8]］（現・鈴鹿市）
  - 合川村 ← 徳居村、三宅村、長法寺村（現・鈴鹿市）
  - 栄村 ← 磯山村、五祝村、秋永村、郡山村、中瀬古村、越知村［一部[8]を除く］（現・鈴鹿市）
  - 上野村 ← 上野村、千里村、久知野村、中瀬村（現・津市）
  - 豊津村（単独村制。現・津市）
  - 黒田村 ← 北黒田村、三行村、浜田村、赤部村、南黒田村、高佐村（現・津市）
  - 白塚村（単独村制。現・津市）
  - 栗真村 ← 小川村、中山村、町屋村（現・津市）
  - 一身田村 ← 一身田村、豊野村、平野村、大古曽村、中野村、上津部田村、窪田村［一部］（現・津市）
  - 大里村 ← 窪田村［大部分］、川北村、睦合村、小野田村、野田村、山室村（現・津市）
  - 高野尾村（単独村制。現・津市）
  - 椋本村（単独村制。現・津市）
  - 明村 ← 忍田村、楠原村、中縄村、林村（現・津市）、楠平尾村（現・津市、亀山市）、萩原村、福徳村（現・亀山市）
  - 大部田村が津市の一部となる。
- 明治29年（1896年）4月1日 - 郡制の施行のため、河曲郡・奄芸郡の区域をもって河芸郡が発足。同日奄芸郡廃止。

## 行政
河曲・奄芸郡長
| 代 | 氏名       | 就任年月日                 | 退任年月日                | 備考                           |
| -- | ---------- | -------------------------- | ------------------------- | ------------------------------ |
| 1  | 山中幸義   | 明治12年（1879年）         |                           |                                |
| 2  | 石津正一   | 明治21年（1888年）7月15日  |                           |                                |
| 3  | 鈴木隆     | 明治21年（1888年）9月1日   |                           |                                |
| 4  | 田門愿一   | 明治22年（1889年）1月8日   |                           |                                |
| 5  | 浦田長民   | 明治24年（1891年）7月14日  |                           |                                |
| 6  | 石井義忱   | 明治26年（1893年）12月15日 |                           |                                |
| 7  | 竹田喜太郎 | 明治28年（1895年）11月13日 | 明治29年（1896年）3月31日 | 河曲郡との合併により奄芸郡廃止 |